# Río Tinto 1.ª Sección
Río Tinto 1.ª Sección es una localidad del municipio de Centro ubicado en la subregión centro del estado mexicano de Tabasco.

## Geografía
La localidad de Río Tinto 1.ª Sección se sitúa en las coordenadas geográficas 17°53′43″N 93°03′40″O / 17.895278, -93.061111, a una elevación de 8 metro sobre el nivel del mar.

## Demografía
Según el Conteo de Población y Vivienda 2020, efectuado por el Instituto Nacional de Estadística y Geografía, la localidad de Río Tinto 1.ª Sección tiene 1,020 habitantes, de los cuales 502 son del sexo masculino y 518 del sexo femenino. Su tasa de fecundidad es de 2.2 hijos por mujer y tiene 277 viviendas particulares habitadas.
| Gráfica de evolución demográfica de Río Tinto 1.ª Sección entre 1910 y 2020 |
|                                                                             |
| INEGI.                                                                      |